# Parmigiana

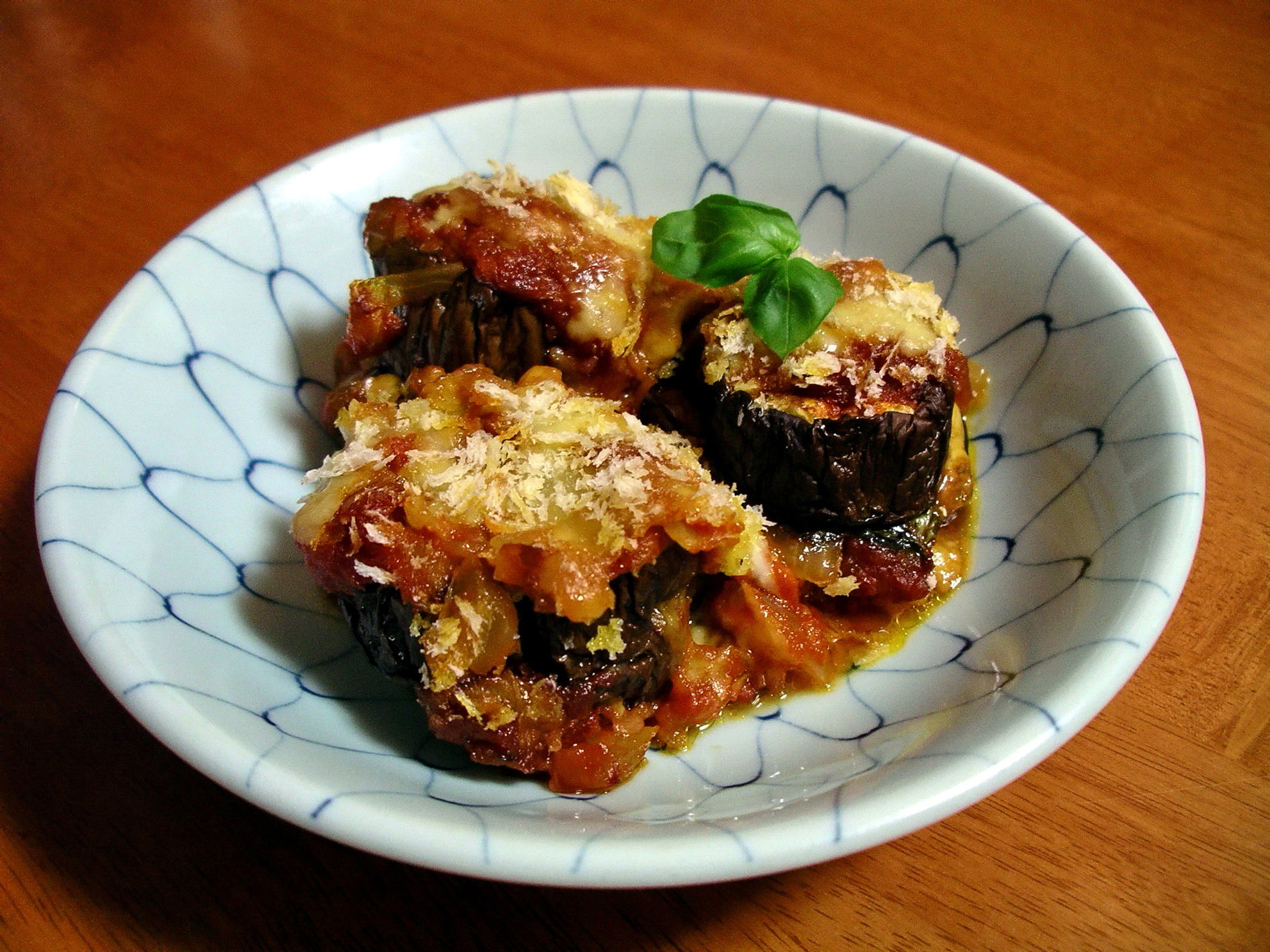
Parmigiana di melanzane

Parmigiana (auch … alla parmigiana) ist ein Gemüseauflauf, der der neapolitanischen und sizilianischen Küche entstammt und in ganz Süditalien verbreitet ist. Die bekannteste Variante ist die Parmigiana di melanzane mit Auberginen.

## Zubereitung
Für das Gericht wird zuvor gegartes Gemüse (meist Auberginen, selten auch Zucchini oder anderes Gemüse) mit Käse und Tomatensauce in einer Form im Ofen überbacken. Die bekannteste Variante des Gerichts ist die Parmigiana di melanzane, für die entweder in einer Mehl/Ei-Panierung ausgebackene, meist aber nur scharf angegrillte Auberginenscheiben, Basilikum, Mozzarella, Tomatensauce und Parmesankäse (ital. Parmigiano) geschichtet werden.
Die Zubereitung des Gerichts ist recht aufwändig, da eine Tomatensauce gekocht und das Gemüse vorgegart werden muss. Wie die meisten Gemüseaufläufe in Italien wird die Parmigiana nicht heiß, sondern lau- oder zimmerwarm verzehrt, was sie auch zu einer geeigneten Speise für Picknicke macht. Warm serviert gilt sie in der italienischen Küche als Secondo piatto (Hauptgericht nach der Pasta), wird aber auch gern im Rahmen der Antipasti (Vorspeisen) in kleinen Portionen kalt serviert.

## Geschichte
Das Alter des heute bekannten Rezepts lässt sich aus Datierung der Einführung seiner Zutaten eingrenzen: Die Aubergine wurde wahrscheinlich durch arabische Händler im frühen Mittelalter aus Asien nach Europa eingeführt. Wie gegen viele Nachtschattengewächse bestanden zunächst Vorbehalte gegen diese Frucht, erst ab dem 13. Jahrhundert wurde ihre Verwendung in der südeuropäischen Küche üblich. Ähnlich erging es der Tomate, die Ende des 15. Jahrhunderts aus Amerika eingeführt wurde, aber erst in der zweiten Hälfte des 17. Jahrhunderts in Italien als Lebensmittel belegt ist. Somit wird die Zeit um die Wende zum 18. Jahrhundert als wahrscheinliche Entstehungszeit des Gerichts angenommen.
Im Traktat Il Cuoco Galante von Vincenzo Corrado findet sich auf Seite 161 das älteste Rezept alla parmigiana, wobei das Grundrezept mit Zucchini beschrieben wird und Tomatensauce, Mozzarella und Basilikum fehlen:

„Delle zucche lunghe alla parmigiana

Le zucche lunghe devono essere nè troppo lunghe, né piccole. Prima di cuocerle bisogna raderle d’intorno, e tagliarle in sottili fette rotonde; poi polverate di sale, per qualche tempo, acciocché mandino fuori un certo cattivo umore, e si renda la loro carne piacevole, da usarla in quelle maniere che si dirà, si spremono tra le mani, o tra due tondi, s’infarinino, e si friggano nello strutto. Si servano in un piatto tramezzate di parmigiano, e butirro, coverte con salsa di gialli di uova, e butirro, rassodate nel forno.“

„Über Zucchini alla parmigiana

Die Zucchini dürfen weder zu lang noch zu kurz sein. Vor dem Kochen muss man sie rundherum schälen und in dünne, runde Scheiben schneiden; dann mit Salz bestreuen, damit sie eine gewisse üble Flüssigkeit aussondern und ihr Fleisch angenehm wird, um sie auf wie folgend beschriebene Art zu verwenden, drückt man sie mit den Händen oder zwischen zwei Scheiben aus, mehlt sie ein, und backt sie in Schmalz aus. Man serviere sie auf einem Teller, geschichtet mit Parmesan und Butirro (birnenförmiger, mit Butter gefüllter Büffelkäse aus Süditalien), bedeckt mit Sauce aus Eigelb und Butirro, im Ofen gebacken.“

1839 erschien dann zu dem Traktat Cucina teorico pratica (‚Theoretisch-praktische Küche‘) von Ippolito Cavalcanti ein Anhang zur Cusina casarinola co la lengua napoletana (‚Hausfrauenküche in napoletanischer Sprache‘), in dem das Rezept erstmals in seiner heutigen Form schriftlich erschien:

“Melanzane alla parmigiana

… e le farai friggere; e poi le disporrai in una teglia a strato con il formaggio, basilico e brodo di stufato o con salsa di pomodoro; e coperte le farai stufare.”

„Aubergine alla parmigiana

… und backst sie aus; dann verteilst du sie auf einem Blech schichtweise mit dem Käse, Basilikum und Braten- oder Tomatensoße und lässt sie bedeckt schmoren.“